# Druillat
Druillat és un municipi francès situat al departament de l'Ain i a la regió d'Alvèrnia-Roine-Alps. L'any 2007 tenia 1.123 habitants.

## Demografia

### Població
El 2007 la població de fet de Druillat era de 1.123 persones. Hi havia 441 famílies de les quals 108 eren unipersonals (37 homes vivint sols i 71 dones vivint soles), 154 parelles sense fills, 154 parelles amb fills i 25 famílies monoparentals amb fills.
La població ha evolucionat segons el següent gràfic:
Habitants censats

### Habitatges
El 2007 hi havia 514 habitatges, 452 eren l'habitatge principal de la família, 25 eren segones residències i 37 estaven desocupats. 498 eren cases i 15 eren apartaments. Dels 452 habitatges principals, 391 estaven ocupats pels seus propietaris, 43 estaven llogats i ocupats pels llogaters i 18 estaven cedits a títol gratuït; 2 tenien una cambra, 12 en tenien dues, 59 en tenien tres, 114 en tenien quatre i 264 en tenien cinc o més. 372 habitatges disposaven pel capbaix d'una plaça de pàrquing. A 169 habitatges hi havia un automòbil i a 251 n'hi havia dos o més.

### Piràmide de població
La piràmide de població per edats i sexe el 2009 era:
| Homes | Edats   | Dones |
| ----- | ------- | ----- |
| 0     | 95 o +  | 0     |
| 8     | 90 a 94 | 4     |
| 4     | 85 a 89 | 16    |
| 4     | 80 a 84 | 0     |
| 24    | 75 a 79 | 20    |
| 20    | 70 a 74 | 28    |
| 36    | 65 a 69 | 24    |
| 36    | 60 a 64 | 36    |
| 32    | 55 a 59 | 40    |
| 20    | 50 a 54 | 20    |
| 32    | 45 a 49 | 24    |
| 28    | 40 a 44 | 36    |
| 32    | 35 a 39 | 32    |
| 40    | 30 a 34 | 36    |
| 24    | 25 a 29 | 16    |
| 12    | 20 a 24 | 12    |
| 24    | 15 a 19 | 12    |
| 40    | 10 a 14 | 20    |
| 52    | 5 a 9   | 28    |
| 12    | 0 a 4   | 28    |

## Economia
El 2007 la població en edat de treballar era de 698 persones, 525 eren actives i 173 eren inactives. De les 525 persones actives 501 estaven ocupades (276 homes i 225 dones) i 24 estaven aturades (9 homes i 15 dones). De les 173 persones inactives 69 estaven jubilades, 40 estaven estudiant i 64 estaven classificades com a «altres inactius».

### Ingressos
El 2009 a Druillat hi havia 451 unitats fiscals que integraven 1.124,5 persones, la mediana anual d'ingressos fiscals per persona era de 19.938 €.

### Activitats econòmiques
Dels 50 establiments que hi havia el 2007, 1 era d'una empresa alimentària, 1 d'una empresa de fabricació de material elèctric, 2 d'empreses de fabricació d'altres productes industrials, 14 d'empreses de construcció, 14 d'empreses de comerç i reparació d'automòbils, 1 d'una empresa de transport, 2 d'empreses d'hostatgeria i restauració, 1 d'una empresa financera, 3 d'empreses immobiliàries, 7 d'empreses de serveis, 1 d'una entitat de l'administració pública i 3 d'empreses classificades com a «altres activitats de serveis».
Dels 14 establiments de servei als particulars que hi havia el 2009, 1 era un taller de reparació d'automòbils i de material agrícola, 2 paletes, 3 guixaires pintors, 1 fusteria, 2 lampisteries, 2 electricistes, 1 perruqueria i 2 restaurants.
Dels 3 establiments comercials que hi havia el 2009, 1 era una botiga de menys de 120 m², 1 una llibreria i 1 una botiga de mobles.
L'any 2000 a Druillat hi havia 22 explotacions agrícoles que ocupaven un total de 576 hectàrees.

## Equipaments sanitaris i escolars
El 2009 hi havia una escola elemental.

## Poblacions més properes
El següent diagrama mostra les poblacions més properes.